# Shana Williams
Shana Williams (ur. 7 kwietnia 1972 w Bridgeton) – amerykańska lekkoatletka specjalizująca się w skoku w dal, dwukrotna uczestniczka letnich igrzysk olimpijskich (Atlanta 1996, Sydney 2000). 

## Sukcesy sportowe
- dwukrotna halowa mistrzyni Stanów Zjednoczonych w skoku w dal – 1996, 1999[1]
- czterokrotna medalistka mistrzostw Stanów Zjednoczonych w skoku w dal: dwukrotnie srebrna (1996, 1998) oraz dwukrotnie brązowa (1999, 2000)[2]

| Rok  | Miasto    | Zawody                    | Konkurencja | Wynik         |
| ---- | --------- | ------------------------- | ----------- | ------------- |
| 1998 | Nowy Jork | Igrzyska Dobrej Woli      | skok w dal  | złoty medal   |
| 1999 | Maebashi  | Halowe mistrzostwa świata | skok w dal  | srebrny medal |

## Rekordy życiowe
- skok w dal – 7,01 – Atlanta 21/06/1996
- skok w dal (hala) – 6,82 – Maebashi 06/03/1999